# Jakutok
A jakutok Jakutföld lakói, ami az Oroszországi Föderáció egyik köztársasága. A szaha nyelvet beszélik, ami a török nyelvcsalád északi ágába tartozik. Hivatalos nevén Szaha Köztársaság (Oroszul: Респу́блика Саха́ (Яку́тия), Respublika Sakha (Yakutiya); Sakha: Саха Республиката, Sakha Respublikata).
Élőhelyük és foglalkozásuk alapján két fő csoportba oszthatók. Az északi területen élő törzsek főként rénszarvas csordák terelésével, a déliek pedig ló és szarvasmarha tenyésztéssel foglalkoznak. Mindkét csoportra jellemző, hogy nomadizáló állattartásra rendezkedtek be, jurtáikat felszedve mindig a friss legelők felé hajtják állataikat.
A jakut legendák és mondák szerint őseik a Léna folyón tutajon úszva érkeztek arra a vidékre, ahol a mai Jakutszk város áll. Összehasonlítva más szibériai török népekkel, közöttük a legerősebb a mongoloid jelleg, mind antropológiai, mind nyelvi sajátosságok terén. Az orosz kereszténység hatására mára szinte teljesen eltűntek az ősi személyneveik, nagyrészt az ortodox keresztény névadási rítust követik, kivéve azokat a területeket, ahol a mai napig a sámánizmus fenn tudott maradni.
Hősi eposzuk az Olonho, mely átlagosan 10 000-20 000 verset tartalmaz. Tekintettel arra, hogy minden közösségnek megvolt a saját elbeszélő anyaga, számos változata létezik. Az eddigi leghosszabb változat 36 000 verset tartalmaz. Előadásának elengedhetetlen kelléke a doromb, amit pengetéssel és fúvással szólaltatnak meg.

## Történelem
A jakutok a 13. században Közép-Ázsiából vándoroltak be jelenlegi élőhelyükre.
Mongol és türk népek keveredése folytán alakultak ki. Leigázták a vadászó-gyűjtögető népeket és magukat szaháknak kezdték nevezni. A név eredete ismeretlen.
Az itt élő őslakos envenkek (tunguzok) a szahákat jakonak nevezték el, és az oroszok ezt a nevet vették át 17. században.
Tigin, a kangalaski jakutok királya területet adományozott az oroszoknak a kölcsönös béke és az őslakosok leverése fejében. A későbbi főváros, Jakutszk gyökerét a lénai erőd képezte, amelyet 1632-ben a kozák Pjotr Beketov építtetett. 1638-ban az orosz kormány, Lenszkij Osztrog központtal egy új közigazgatási egységet hozott itt létre.
A mezőgazdaság alapjait azok a vallási csoportok hozták létre, melyeket erre a vidékre száműztek a 19. század második felében;  búzát, zabot, krumplit termelve. Fő foglalkozásukra nézve nagyrészt nomádok, ló- és marhatenyésztésből élnek. A keresetágak közé sorolható még a vadászat, a halászat és az ásatag állatmaradványok (mamutcsont) felkutatása is. A gazdaság alapjait a szőrmekereskedelem fektette le.
1880-ban száműzöttként érkezett Jakutföldre a lengyel Wacław Sieroszewski. Jakut lányt vett feleségül, s később a térség neves néprajztudósává vált. Fő műve a Tizenkét év a jakutok országában című mű, ami behatóan foglalkozott a szokásaikkal, életükkel.
A szovjethatalom győzelme után az egykori Orosz Birodalom számos nemzete és nemzetisége számára területi autonómiát hoztak létre. 1922. április 27-én jött létre a Jakutszki kormányzóság átszervezésével a Jakut Autonóm Szovjet Szocialista Köztársaság (ASZSZK), mely a Szovjetunió széthullását követően 1991-ben a Szaha Köztársaság elnevezést vette fel.
A lakosság etnikai megoszlása: (2002) jakutok 45,5%, evenkek 1,9%, evenek 1,2%, dolganok 0,1%, jukagirek 0,1%, csukcsok 0,1%, oroszok 41,2%, ukránok 3,6%, egyéb 6,2%.

## Jakut hírességek
- Feodora Fjodorovna Kornyilova (Rákosi Mátyás felesége)